# Northwest Miramichi River
Northwest Miramichi River är ett vattendrag i Kanada.   Det ligger i provinsen New Brunswick, i den östra delen av landet, 800 km öster om huvudstaden Ottawa.
I omgivningarna runt Northwest Miramichi River växer i huvudsak blandskog. Runt Northwest Miramichi River är det ganska glesbefolkat, med 43 invånare per kvadratkilometer.